# Min Kyung-gab
Min Kyung-gab (coreà: 민경갑?)  (27 d'agost de 1970) és un lluitador sud-coreà, ja retirat, especialista en lluita grecoromana, que va competir durant les dècades de 1980 i 1990.
El 1992 va prendre part en els Jocs Olímpics d'Estiu de Barcelona, on guanyà la medalla de bronze en la prova del pes mosca del programa de lluita grecoromana. En el seu palmarès també destaca una medalla d'or al Campionat d'Àsia de lluita de 1993 i als Jocs Asiàtics de 1994.